# E3 Saxo Bank Classic 2021
De 63e editie van de wielerwedstrijd E3 Saxo Bank Classic werd gehouden op 26 maart 2021. De renners reden een wedstrijd met start en finish in Harelbeke. De wedstrijd maakt deel uit van de UCI World Tour 2021. Zdeněk Štybar was de titelverdediger; hij werd opgevolgd door zijn ploeggenoot Kasper Asgreen.

## Deelnemende ploegen
BORA-hansgrohe ontbrak deze editie vanwege coronabesmettingen in de gelederen.

## Uitslag
| Plaats  | Naam                 | Ploeg                  | Tijd     |
| ------- | -------------------- | ---------------------- | -------- |
| Winnaar | Kasper Asgreen       | Deceuninck–Quick-Step  | 4u42'37" |
| 2       | Florian Sénéchal     | Deceuninck–Quick-Step  | + 32"    |
| 3       | Mathieu van der Poel | Alpecin-Fenix          | z.t.     |
| 4       | Oliver Naesen        | AG2R-Citroën           | z.t.     |
| 5       | Zdeněk Štybar        | Deceuninck–Quick-Step  | z.t.     |
| 6       | Greg Van Avermaet    | AG2R-Citroën           | z.t.     |
| 7       | Dylan van Baarle     | INEOS Grenadiers       | z.t.     |
| 8       | Markus Hoelgaard     | Uno-X Pro Cycling Team | + 1'28"  |
| 9       | Gianni Vermeersch    | Alpecin-Fenix          | + 1'30"  |
| 10      | Marco Haller         | Bahrain-Victorious     | z.t.     |
| 11      | Wout van Aert        | Team Jumbo-Visma       | z.t.     |
| 12      | Anthony Turgis       | Total Direct Energie   | + 1'34"  |
| 13      | Yves Lampaert        | Deceuninck–Quick-Step  | + 2'12"  |
| 14      | Jasper Stuyven       | Trek-Segafredo         | z.t.     |
| 15      | Tiesj Benoot         | Team DSM               | z.t.     |
| 16      | Florian Vermeersch   | Lotto Soudal           | + 2'47"  |
| 17      | Jasper De Buyst      | Lotto Soudal           | z.t.     |
| 18      | Matteo Trentin       | UAE Team Emirates      | z.t.     |
| 19      | Dimitri Claeys       | Team Qhubeka-ASSOS     | z.t.     |
| 20      | Stefan Küng          | Groupama-FDJ           | z.t.     |

1958 · 1959 · 1960 · 1961 · 1962 · 1963 · 1964 · 1965 · 1966 · 1967 · 1968 · 1969 · 1970 · 1971 · 1972 · 1973 · 1974 · 1975 · 1976 · 1977 · 1978 · 1979 · 1980 · 1981 · 1982 · 1983 · 1984 · 1985 · 1986 · 1987 · 1988 · 1989 · 1990 · 1991 · 1992 · 1993 · 1994 · 1995 · 1996 · 1997 · 1998 · 1999 · 2000 · 2001 · 2002 · 2003 · 2004 · 2005 · 2006 · 2007 · 2008 · 2009 · 2010 · 2011 · 2012 · 2013 · 2014 · 2015 · 2016 · 2017 · 2018 · 2019 · 2020 · 2021 · 2022 · 2023 · 2024

Lijst van beklimmingen
Ronde van de Verenigde Arabische Emiraten ·
Omloop Het Nieuwsblad ·
Strade Bianche ·
Parijs-Nice · 
Tirreno-Adriatico · 
Milaan-San Remo ·
Ronde van Catalonië ·
Driedaagse Brugge-De Panne ·
E3 Saxo Bank Classic ·
Gent-Wevelgem ·
Dwars door Vlaanderen ·
Ronde van Vlaanderen ·
Ronde van het Baskenland ·
Amstel Gold Race ·
Waalse Pijl ·
Luik-Bastenaken-Luik ·
Ronde van Romandië ·
Ronde van Italië ·
Critérium du Dauphiné ·
Ronde van Zwitserland ·
Ronde van Frankrijk ·
Clásica San Sebastián ·
Ronde van Polen ·
Bretagne Classic ·
Benelux Tour ·
Ronde van Spanje ·
Eschborn-Frankfurt ·
Parijs-Roubaix ·
Ronde van Lombardije
Afgelaste wedstrijden: Tour Down Under · Great Ocean Road Race · EuroEyes Cyclassics · GP van Quebec · GP van Montreal · Ronde van Guangxi